# Бенедиктинцы (православие)
Православные бенедиктинцы — монашеские сообщества и частные лица православного вероисповедания, которые стремятся жить в соответствии с правилами святого Бенедикта Нурсийского. Хотя не существует никаких организаций, известных как «православный орден святого Бенедикта», но все православные бенедиктинцы стараются поддерживать между собой добрые отношения.

## Сообщества
В настоящее время есть по крайней мере 5 бенедиктинских монастырей в Православной церкви. Есть 2 ставропигиальных бенедиктинских монастыря в юрисдикции Русской православной церкви заграницей, а именно монастырь в честь Успения Божией Матери Маунт-Роял в Джексонвилле (Флорида, США), и монастырь в честь Христа Спасителя (или Крайстминстер) в Гамильтоне (Онтарио, Канада). Кроме того, существует бенедиктинская монашеская община в Оклахома-сити (Оклахома, США).
В юрисдикции Антиохийской православной церкви находятся несколько православных приходов латинского обряда, живущих по бенедиктинской традиции, хотя и не образующих монастыри.
В юрисдикции неканонической (находящейся в расколе и не признаваемой за церковь ни одной другой православной церковью) Автономной православной митрополии Америки и Британских островов существует аббатство Святого Имени с дочерним монастырём во имя св. Иоанна Богослова.

## История
Бенедиктинская монашеская традиция началась со святого Бенедикта Нурсийского, жившего в VI веке монаха. Под впечатлением от трудов Василия Великого и Иоанна Кассиана, он составил устав монашеской жизни, адаптированный к климатическим и бытовым условиям Западной Европы, так как существовавшие к тому времени уставы предназначались для жизни в условиях египетских пустынь и Палестины и мало подходили для климата (и в том числе рациона) Европы. Поскольку бенедиктинская монашеская традиция появилась и развивалась на Западе, то и литургические традиции были взяты из поместной Римской церкви, а не перенесены с Востока. Подавляющее большинство бенедиктинских монастырей находились под юрисдикцией епископа Рима и остались с ним после Великого раскола христианской Церкви. Однако, это касалось не всех монастырей, например, с X по XIII века на Афоне существовал православный бенедиктинский монастырь латинского обряда, так называемый Амальфион.

## Современность
Традиции бенедиктинского монашества в Православной церкви были во многом потеряны к началу XX века, когда началось их возрождение и появился интерес к латинскому обряду в православии.
В 1962 году под руководством своего настоятеля аббата Августина (Уитфилда) монастырь Богоматери Маунт-Роял, который был старокатолической монашеской общиной с момента его основания в 1910 году, был принят в юрисдикцию Московского патриархата Русской православной церкви епископом Бруклинским Досифеем (Иванченко), а в 1975 году перешёл под омофор Русской православной церкви заграницей.
В 1993 году епископ Иларион (Капрал) благословил основание нового бенедиктинского монастыря в Канаде, который получил название в честь Христа Спасителя, а также широко известен под названием Крайстминстер. Этот монастырь сейчас осуществляет подготовку православных священнослужителей латинского обряда, а также в собственном издательстве печатает богослужебную литературу и ноты для использования на православных приходах латинского обряда.
В 1997 году архиепископ Иларион (Капрал) принял в юрисдикцию Русской православной церкви заграницей бывший англиканский монастырь святого Петрока на острове Тасмания (Австралия). Хотя этот монастырь не является бенедиктинским, но у него был скит в Холируд (Флорида, США), который жил по правилу св. Бенедикта, а ныне является самостоятельным бенедиктинским монастырём.
В настоящее время нет ни одной известной православной монахини, которая бы жила по бенедиктинской монашеской традиции.

## Облатура
Слово облат происходит от латинского oblatus, что означает «предложение», «то, что предлагают». Облаты святого Бенедикта служат Богу во многом так же, как и монахи-бенедиктинцы, строят свою жизнь в соответствии с духовностью бенедиктинской монашеской традиции, но не являются монахами, не приносят монашеских обетов и не обязаны жить в монастыре. Облаты, мужчины или женщины, остаются мирянами, могут иметь семьи (или жить в безбрачии по своему усмотрению) и трудиться на светской работе, но являются при этом как бы «друзьями» монашеской бенедиктинской общины (конкретного монастыря или прихода) и стремятся жить по правилу святого Бенедикта, адаптируя его к своей повседневной жизни, а также находятся в регулярном контакте и под духовным окормлением аббата монастыря.

## Хабит
Правило св. Бенедикта не предусматривало определённого цвета для монашеского хабита (повседневного монашеского облачения), а хабиты из небелёной и некрашеной шерсти не были известны среди бенедиктинцев. Однако, цветом традиционно наиболее связанным с бенедиктинской традицией является чёрный, поэтому чёрный цвет хабитов является характерным для бенедиктинцев вообще и православных бенедиктинцев в частности.
Традиционный бенедиктинский хабит представляет собой чёрную неприталенную тунику с пришитым к ней остроконечным капюшоном, препоясанную кожаным ремнём. Поверх туники (иногда под неё) надевается монашеский скапулир.
Облаты в повседневной жизни ходят в светской одежде, под которой носят малый скапулир и медальон святого Венедикта.